# Seznam osebnosti iz Občine Ruše
Seznam osebnosti iz občine Ruše vsebuje osebnosti, ki so delovale v občini Ruše.

## Arheologi, zgodovinarji
- Matija Wurzer (22. januar 1832, Ivanjševci ob Ščavnici – 3. november 1921, Ruše), duhovnik, krajevni zgodovinar; pobudnik Bralnega društva v Rušah
- Alfonz Müllner (23. september 1840, Velikovec, Koroška, Avstrija – 27. marec 1918, Dunaj), arheolog; v Rušah je prekopal prazgodovinsko grobišče
- Viktor Vrbnjak (6. julij 1934, Selišči – 11. april 2005, Maribor), zgodovinar, arhivist; raziskal osnovno šolstvo v Rušah do 1918

## Duhovniki, nabožni pisci
- Jurij Hauptmanič (13. april 1641, Slovenske Konjice – po 1700), duhovnik, humanist; župnik v Rušah (1664)
- Jurij Kozina (ni znano – 24.12.1649, Ruše), duhovnik, šolnik
- Avguštin Ternovšek (30. januar 1654, Zagorje ob Savi – 18. november 1699, Fala), duhovnik, redovnik, benediktinec, kletar, kemik
- Luka Jamnik (1647 Ruše – 25. maj 1698, Ruše), duhovnik; začetnik ruških verskih iger
- Jožef Avguštin Meznerič (okoli 1707, Ruše – 6. december, 1772 Ruše), duhovnik, kronist; pisec ruške kronike
- Janez Šimonc (21. junij 1730, Vuzenica – 25. januar 1804, Ruše), nabožni pisec, duhovnik
- Mihael Werdnigg (21. september, 1731 Slovenj Gradec – 16. oktober 1815, Gradec, Avstrija), teolog, duhovnik, redovnik, jezuit, teološki pisec; obiskoval je gimnazijo v Rušah
- Anton Šerf (17. maj 1798, Dedonci pri Radgoni – 19. junij 1882, Mihalovci –  Svetinje), nabožni pisec, pesnik, homilet, duhovnik; 1828-9 je kaplanoval v Rušah
- Marko Glaser (21. april 1806,  Smolnik – 9. december 1889, Malečnik), duhovnik, nabožni pisatelj, častni kanonik
- Karel Tribnik (18. oktober 1846, Muta – 10. februar 1918, Jurklošter), duhovnik, glasbenik; 1872-5 je kaplanoval v Rušah
- Jakob Canjkar (16. julij 1847, Savci – 9. februar 1934, Središče ob Dravi), duhovnik; 1876-7 je kaplanoval v Rušah
- Janez Rotner (15. junij 1862, Bistrica ob Dravi – 22. november 1935, Škale), duhovnik, pridigar
- Anton Cestnik (30. november 1868, Vrhe – 31. marec 1947, Celje), duhovnik, politik, pisec; kaplan v Rušah

## Glasbeniki
- Vekoslav Janko (17. maj 1899, Ruše – 1973 Ljubljana), operni pevec baritonist, pedagog; na njegovo pobudo je bilo leta 1932 zgrajeno letno gledališče
- Gregor Zafošnik (30. avgust 1902, Spodnja Nova vas – 2. julij 1994, Maribor), glasbenik, skladatelj, duhovnik, profesor; v Rušah je kaplanoval med letoma 1926 in 1931
- Peter Andrej (13. avgust 1959, Maribor), kantavtor, producent; živi v Rušah
- Mia Žnidarič (9. december 1962), jazz vokalistka; otroštvo in mladost je preživela v Rušah
- Tjaša Šulc Dejanović (1981, Maribor), pianistka; šolala se je v Rušah
- Nika Perunović (22. februar 1983, Maribor), jazz vokalistka, pevka skupine Patetico, kantavtorka; živi v Rušah

## Igralci
- Vladimir Skrbinšek (2. oktober 1902, Ljubljana – 1. september 1987, Ljubljana), gledališki in filmski igralec, gledališki režiser; v Rušah je režiral med letoma 1921 in 1923
- Franjo Sornik (21. avgust 1906, Maribor – 15. julij 1960, Izola), amaterski igralec; glavni organizator gledališkega dela v Rušah
- Angela Janko-Jenčič (24. marec 1929, Ruše – 16. oktober 2004, Maribor), dramska igralka
- Matjaž Javšnik (19. november 1969, Maribor), gledališki in filmski igralec; otroštvo in mladost preživel v Rušah

## Literati, uredniki, prevajalci
- Johann Gabriel Seidl (21. junij 1804, Dunaj, Avstrija – 18. julij 1875, Dunaj, Avstrija), pesnik, dramatik, potopisec, arheolog, šolnik; v študiji Maria Rast opisuje svojo pot v Ruše in ruške verske igre
- Anton Aškerc (9. januar 1856, Globoko ali Senožete pri Laškem – 10. junij 1912, Ljubljana), pesnik, prevajalec, urednik, duhovnik; 1878-79 inštruiral slovenski jezik na falskem gradu pri grofu Zabeu
- Janko Glazer (21. marec 1893, Ruše – 2. februar 1975, Ruše), pesnik, bibliotekar, literarni zgodovinar
- Maks Veselko st. (20. maj 1900, Donawitz, Avstrija – 23. julij 1968, Ljubljana), prevajalec; v Rušah je obiskoval osnovno šolo
- Ljuba Prenner (19. junij 1906, Prevalje – 15. september 1977, Prevalje), pisateljica, pravnica; v Rušah je obiskovala osnovno šolo
- Ivan Potrč (1. januar 1913, Štuki – 13. junij 1993, Ljubljana), pisatelj, dramatik, urednik, novinar; 1938 se je preselil v Ruše in zaposlil kot novinar pri Mariborskem večerniku Jutra, po pobegu iz vojne leta 1941 je v Rušah deloval ilegalno
- Alenka Glazer (23. marec 1926, Maribor), pesnica, prevajalka, urednica, literarna zgodovinarka; živi v Rušah
- Ivanka Glazer (7. april 1928, Bistrica ob Dravi - 4. november 2017, Murska Sobota), pesnica, kemičarka
- Miroslava Namestnik (6. marec 1929, Ruše - 7. februar 2018, Maribor), pesnica
- Ernest Kočivnik (27. december 1930, Vuzenica – 18. marec 2014 Ruše), pesnik, profesor kemije
- Dušan Voglar (29. januar 1936, Gorenje pri Zrečah), urednik, publicist, literarni zgodovinar, dramaturg, prevajalec; v Rušah je obiskoval dva razreda nižje gimnazije (1946-8)
- Drago Jančar (13. april 1948, Maribor), pisatelj, dramatik in esejist; v Rušah je obiskoval Tehniško šolo kemijske stroke
- Bogdana Namestnik (9. november 1953, Ruše), pesnica

## Naravoslovci
- Franc Minařik (9. junij 1887, Smolnik – 6. september 1972, Maribor), farmacevt
- Ciril Rekar (14. september 1901, Radovljica – 5. december 1989, Ljubljana), metalurg, organizator; 1925 je služboval v Rušah
- Josip Teržan (24. januar 1902, Petrovče – 26. december 1984, Ruše), agrokemik
- Pavle Žaucer (18. december 1914, Janževa Gora – 31. oktober 1986, Ljubljana), agronom, politični delavec; delal v laboratoriju Tovarne dušika Ruše (do 1941)

## Narodni heroji, partizani
- Alfonz Šarh (25. avgust 1893, Slovenska Bistrica – 8. januar 1943 Trije žeblji pri Osankarici), narodni heroj, partizan, kmet; živel v Rušah
- Franc Vrunč (12. februar 1910, Slovenj Gradec – 24. avgust 1941, Maribor), narodni heroj, učitelj; učitelj v Rušah (1931).
- Vilko Šlander (18. junij 1910, Prebold – 27. avgust 1941, Šentrupert), politični delavec, partizan; politkomisar pohorske čete na Smolniku nad Rušami

## Podjetniki, industrialci, obrtniki
- Mihael Glaser (1. september 1770, Dvorjane – 5. december 1835, Ruše), kovaški mojster
- Benedikt Vivat (21. marec 1786, Smolnik – 3. september 1867, Smolnik), steklar, podjetnik
- Viktor Glaser (12. april 1875, Smolnik – 7. februar 1944), veletrgovec, industrialec, podjetnik
- Miloš Štibler (16. september 1882, Fala – 10. januar 1969, Ljubljana), zadružnik, publicist

## Politiki, narodni buditelji
- Davorin Grizold (10. november 1817, Smolnik – 5. januar 1871), narodni buditelj, pesnik
- Luka Hleb (14. oktober 1826, Smolnik – 29. avgust 1874, Smolnik), narodni buditelj, kmet
- Viktor Stopar (13. december 1913, Trst, Italija – 10. julij 2004,Ljubljana), politik, gospodarstvenik; med 1953 in 1965 direktor Tovarne dušika Ruše
- Vili Rezman (9. januar 1954), politik, poslanec, poslovnež, urednik, založnik, župan; živi v Rušah
- Ljubo Germič (19. november 1960, Ruše), politik, poslanec, kemijski tehnolog, učitelj in ravnatelj

## Šolniki
- Gregor Tribnik (2. marec 1831, Ruše – 4. marec 1876, Celje), šolnik, glasbenik, skladatelj
- Jožef Lasbacher (28. februar 1858, Stavešinski Vrh – 1. december 1929, Ruše), šolnik, župan
- Matija Senkovič (28. oktober 1867, Središče ob Dravi – 25. februar 1955, Maribor), šolnik, pedagoški pisec; v Rušah je učiteljeval od 1887 do konca prve svetovne vojne
- Tomaž Stani (9. december 1872, Črešnjevec pri Selnici ob Dravi – 3. april 1957 Ruše), učitelj, kulturnoprosvetni delavec
- Ivan Robnik (13. avgust 1877, Smolnik – 4. marec 1948, Maribor), šolnik, kulturnoprosvetni delavec
- Ernest Vranc (26. maj 1899, Ponikva – 25. maj 1961, Maribor), pedagog; 1951-2 je učil na osnovni šoli v Rušah
- Bogomir Stupan (24. september 1902, Celje – 1997), šolnik, publicist, šahist; v Rušah je predaval na tečajih svobodnih sindikatov
- Miroslav Vovšek (5. julij 1926, Spodnje Poljčane – 27. april 2020, Ruše), ravnatelj, kipar, slikar, ustanovitelj glasbenih, gledaliških in likovnih društev; kulturnik, vinogradnik, častni občan
- Danilo Vranc (11. april 1930, Maribor – 30. oktober 2011, Maribor), likovni pedagog, lutkar; v Rušah je bil med 1955 in 1958 predmetni učitelj, vodil je lutkovne skupine in oder

## Umetniki
- Johann Chrysostomus Vogl (5. februar 1679, Steingaden, Nemčija – 8. december 1748, Gradec, Avstrija), slikar; učenec cerkvene šole v Rušah (ok. 1693)
- Janez Jakob Schoy (20. julij 1686, Maribor – april 1733, Gradec, Avstrija), kipar, v Rušah je obiskoval gimnazijo
- Alojzij Šušmelj (8. maj 1913, Mullhouse, Alzacija, Francija – 23. junij 1942, Celje), slikar; otroštvo je preživel na Fali, se kasneje zopet priselil tja in se zaposlil v elektrarni ter delal za OF
- Zlatko Zei (7. junij 1908, Trst, Italija – 11. junij 1982, Izola), slikar, likovni pedagog; učitelj risanja v Rušah

## Drugi
- Andrej Trost (29. november 1643, ni znano – 8. junij 1708, Gradec, Avstrija), bakrorezec; 1648 in 1650 je bil učenec latinske šole v Rušah
- Davorin Lesjak (10. oktober 1872, Slivnica pri Celju – 8. marec 1946, Ruše), planinec, učitelj, župan
- Viktor Ziernfeld (20. julij 1883, Kneža – 31. oktober 1942, Bistrica ob Dravi), gozdarski strokovnjak
- Miljutin Željeznov (16. februar 1930, Ljubljana – 6. september 2002, Polhov Gradec), elektrotehnik; v Tovarni dušika Ruše je opravil študij o tokovodnih dovodih h karbidni peči (1958/9)
- Natalija Prednik (25. februar 1973, Maribor), strelka, olimpijka, učiteljica; živi in dela v Rušah
- Ažbe Jug (3. marec 1992, Maribor), nogometaš; v Rušah je obiskoval osnovno in srednjo šolo